# Ulrik Dahlin
Ulrik Dahlin (født 1955) er en dansk journalist.
Dahlin er udlært typograf, men blev ansat ved Ugeavisen København som journalist i 1982. I perioden 1986-1993 var han ansat ved Månedsbladet Press, og fra 1994 til 2000 freelancer på nyhedsbureauet Express. 
I juni 2000 blev han ansat som journalist på dagbladet Information, hvor han blandt andet har skrevet sammen med Anton Geist om Statsløse-sagen i flere artikler.
For denne dækning blev de to indstillet til Cavlingprisen i 2011
og fik den tildelt i 2012.
I 2003 blev han medarbejdervalgt bestyrelsesmedlem for A/S Information, virksomheden bag Information.
I 2015 udgav Dahlin en biografi om Søren Lerche med titlen Autonom, pusher, mentor på forlaget Gyldendal.

## Tidlig politisk aktivitet
I sin ungdom (fra 1971) blev Ulrik Dahlin en del af den maoistiske organisation Kommunistisk Forbund Marxister-Leninister (KFML), hvis ledelse han blev medlem af i 1972. Da den "partiforberedende organisation" i 1976 blev omdannet til Kommunistisk Arbejderparti (KAP), blev Dahlin ikke medlem af den nye partiledelse, hvorfor han gradvist begyndte at kritisere partiet, som han i 1981 forlod i protest imod topstyringen (demokratisk centralisme) under partileder Benito Scocozza. I et interview med journalistkollegaen Peter Øvig Knudsen, der selv var medlem af KAP, udtalte Ulrik Dahlin sin store fortrydelse af tiden i partiet; dets ideologiske verdensopfattelse betegnede han som vanvittig og sammenlignede den med nazismens totalitarisme.
"Her bagefter har jeg svært ved at se noget som helst godt ved mine ti år som maoist: filosofisk var det noget sludder. Politisk har vores indsats kun haft reaktionære konsekvenser. Og menneskeligt set var den røde, perverterede udgave af overmenneske-teorien udtryk for den rene fascisme."
Efter bruddet med KAP engagerede Ulrik Dahlin sig i miljøorganisationen NOAH og Sydafrikakomitéen.